# Škoda Fabia S2000
A Škoda Fabia S2000 egy a Škoda autógyár Fabia nevű modelljén alapuló raliautó. 2009 óta nemzeti és nemzetközi sorozatok versenyein szerepel, eddigi legnagyobb sikereit a 2010-es interkontinentális ralibajnokságon érte el, ahol az autó segítségével a Škoda megnyerte a konstruktőrök versenyét, két pilótájuk, Juho Hänninen és Jan Kopecký pedig az első két helyen zárta a pontversenyt.

## Sikerek

### Főbb győzelmek
Interkontinentális ralibajnokság
|     | Verseny                                    | Szezon | Pilóta        | Navigátor         |
| --- | ------------------------------------------ | ------ | ------------- | ----------------- |
| 1.  | Rally Russia                               | 2009   | Juho Hänninen | Mikko Markkula    |
| 2.  | 39. Barum Czech Rally Zlín                 | 2009   | Jan Kopecký   | Petr Starý        |
| 3.  | 46. Rallye Príncipe de Asturias            | 2009   | Jan Kopecký   | Petr Starý        |
| 4.  | Rally Scotlandd                            | 2009   | Guy Wilks     | Phil Pugh         |
| 5.  | 30. Rally Argentina                        | 2010   | Juho Hänninen | Mikko Markkula    |
| 6.  | 34. Rally Islas Canarias - El Corte Inglés | 2010   | Jan Kopecký   | Petr Starý        |
| 7.  | Rally d'Italia Sardinia                    | 2010   | Juho Hänninen | Mikko Markkula    |
| 8.  | 46. Belgium Geko Ypres Rally               | 2010   | Freddy Loix   | Frederic Miclotte |
| 9.  | 51. Rali Vinho da Madeira                  | 2010   | Freddy Loix   | Frederic Miclotte |
| 10. | 40. Barum Czech Rally Zlín                 | 2010   | Freddy Loix   | Frederic Miclotte |
| 11. | RAC MSA Rally of Scotland                  | 2010   | Juho Hänninen | Mikko Markkula    |
| 12. | 35. Rally Islas Canarias - El Corte Inglés | 2011   | Juho Hänninen | Mikko Markkula    |
| 13. | Prime Yalta Rally                          | 2011   | Juho Hänninen | Mikko Markkula    |
| 14. | 47. Belgium Geko Ypres Rally               | 2011   | Freddy Loix   | Frederic Miclotte |
| 15. | Rally Azores                               | 2011   | Juho Hänninen | Mikko Markkula    |
| 16. | 41. Barum Czech Rally Zlín                 | 2011   | Jan Kopecký   | Petr Starý        |
| 17. | 45. Canon Mecsek Rallye                    | 2011   | Jan Kopecký   | Petr Starý        |
PCWRC
|    | Verseny         | Szezon | Pilóta                | Navigátor        |
| -- | --------------- | ------ | --------------------- | ---------------- |
| 1. | Rally Norway    | 2009   | Patrik Sandell        | Emil Axelsson    |
| 2. | Cyprus Rally    | 2009   | Patrik Sandell        | Emil Axelsson    |
| 3. | Acropolis Rally | 2009   | Lambros Athanassoulas | Nikolaos Zakheos |
SWRC
|    | Verseny            | Szezon | Pilóta               | Navigátor          |
| -- | ------------------ | ------ | -------------------- | ------------------ |
| 1. | Rally Sweden       | 2010   | Per-Gunnar Andersson | Anders Fredriksson |
| 2. | Rally Finland      | 2010   | Juho Hänninen        | Mikko Markkula     |
| 3. | Rallye Deutschland | 2010   | Patrik Sandell       | Emil Axelsson      |
| 4. | Rallye de France   | 2010   | Patrik Sandell       | Emil Axelsson      |
| 5. | Wales Rally GB     | 2010   | Andreas Mikkelsen    | Ola Floene         |
| 6. | Acropolis Rally    | 2011   | Juho Hänninen        | Mikko Markkula     |
| 7. | Rally Finland      | 2011   | Juho Hänninen        | Mikko Markkula     |

## Képek

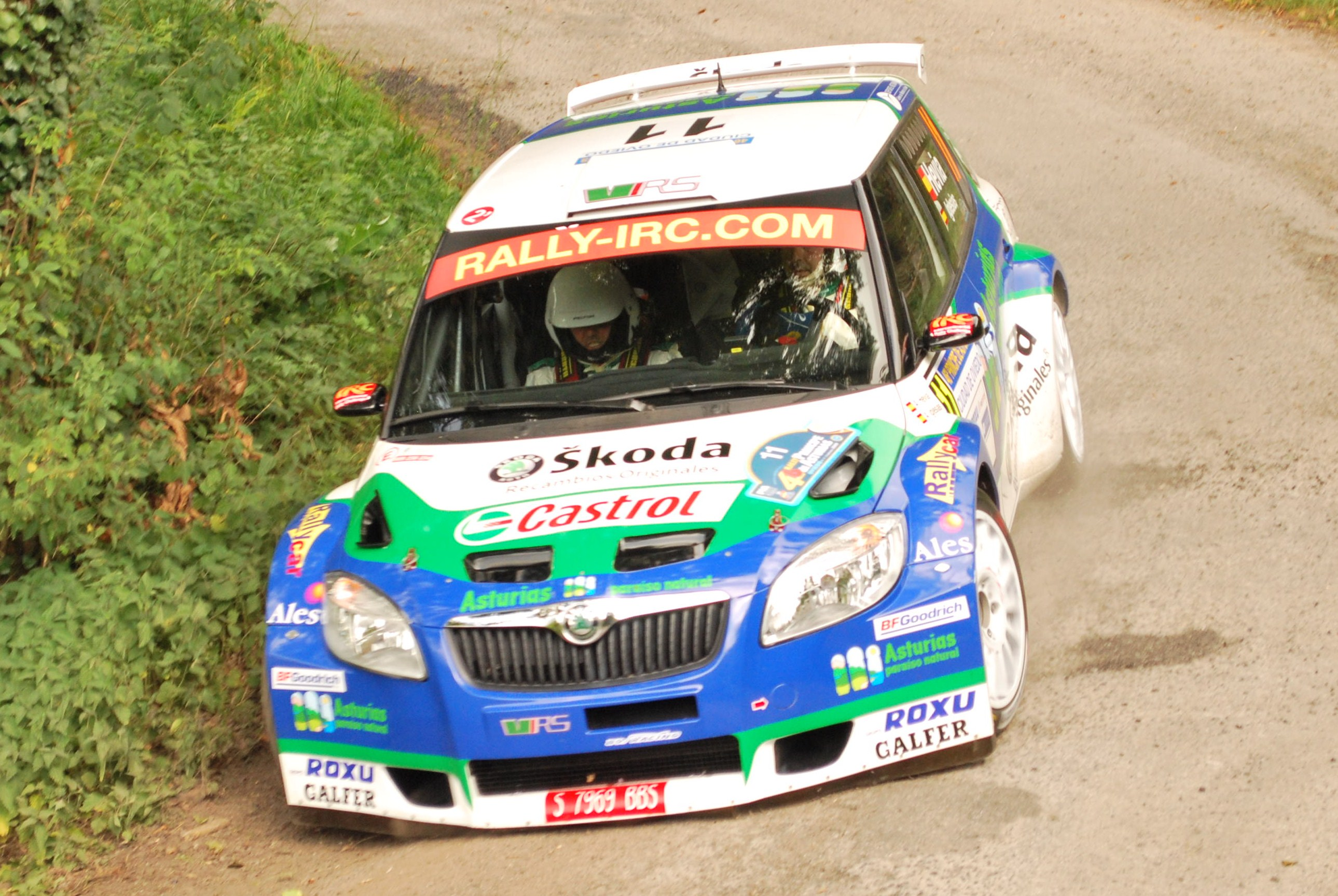
Alberto Hevia 2009-ben
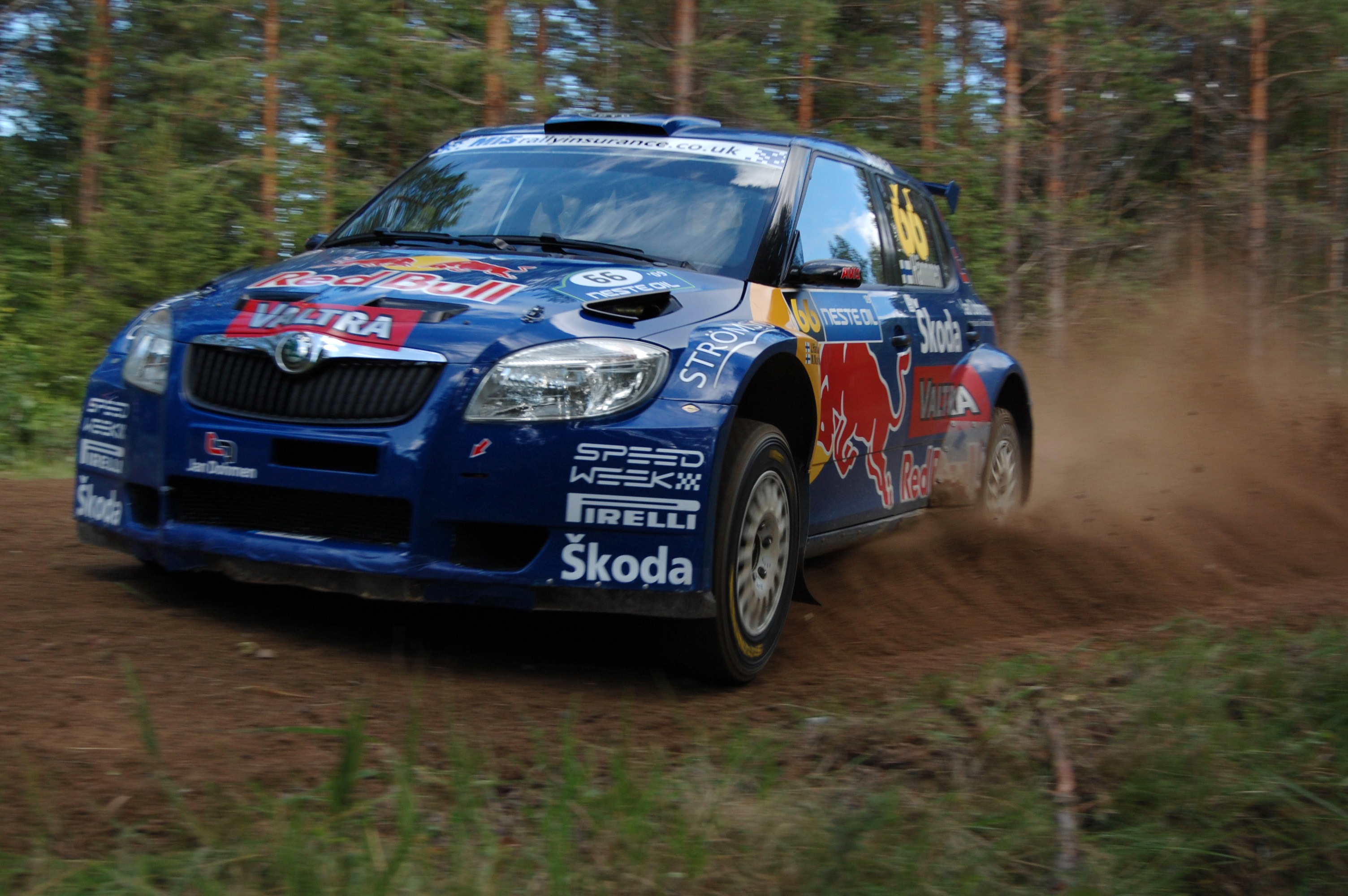
Juho Hänninen a 2009-es finn ralin
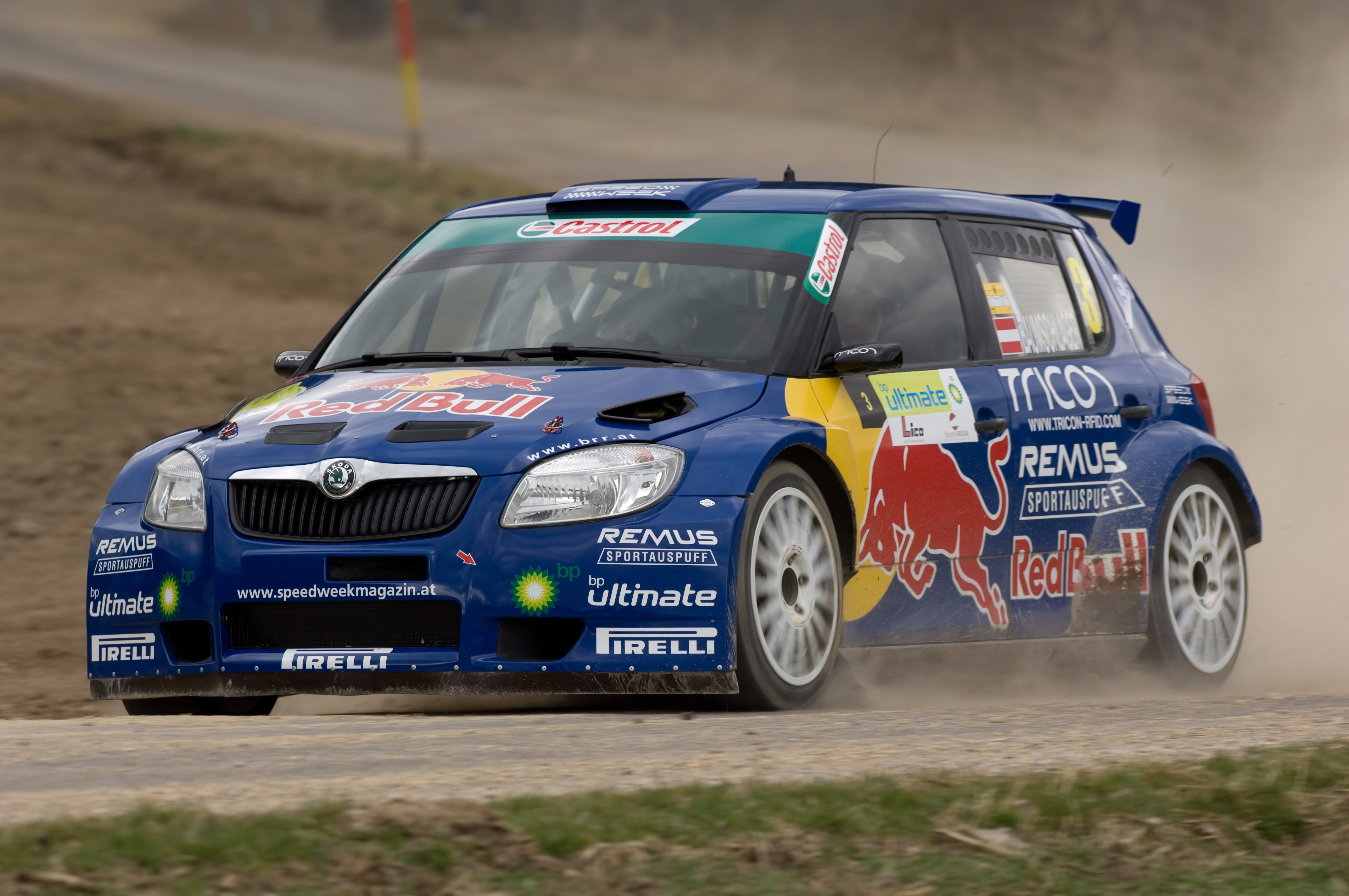
Raimund Baumschlager 2009-ben
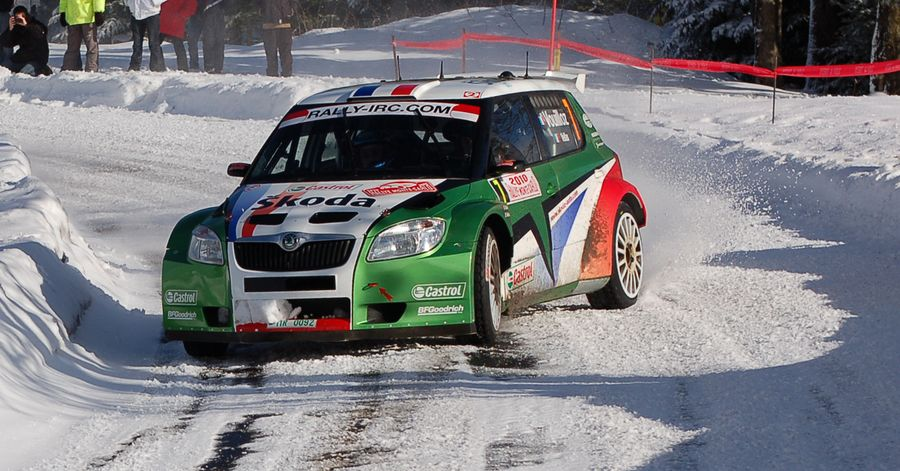
Nicolas Vouilloz a 2010-es Monte Carlo-ralin
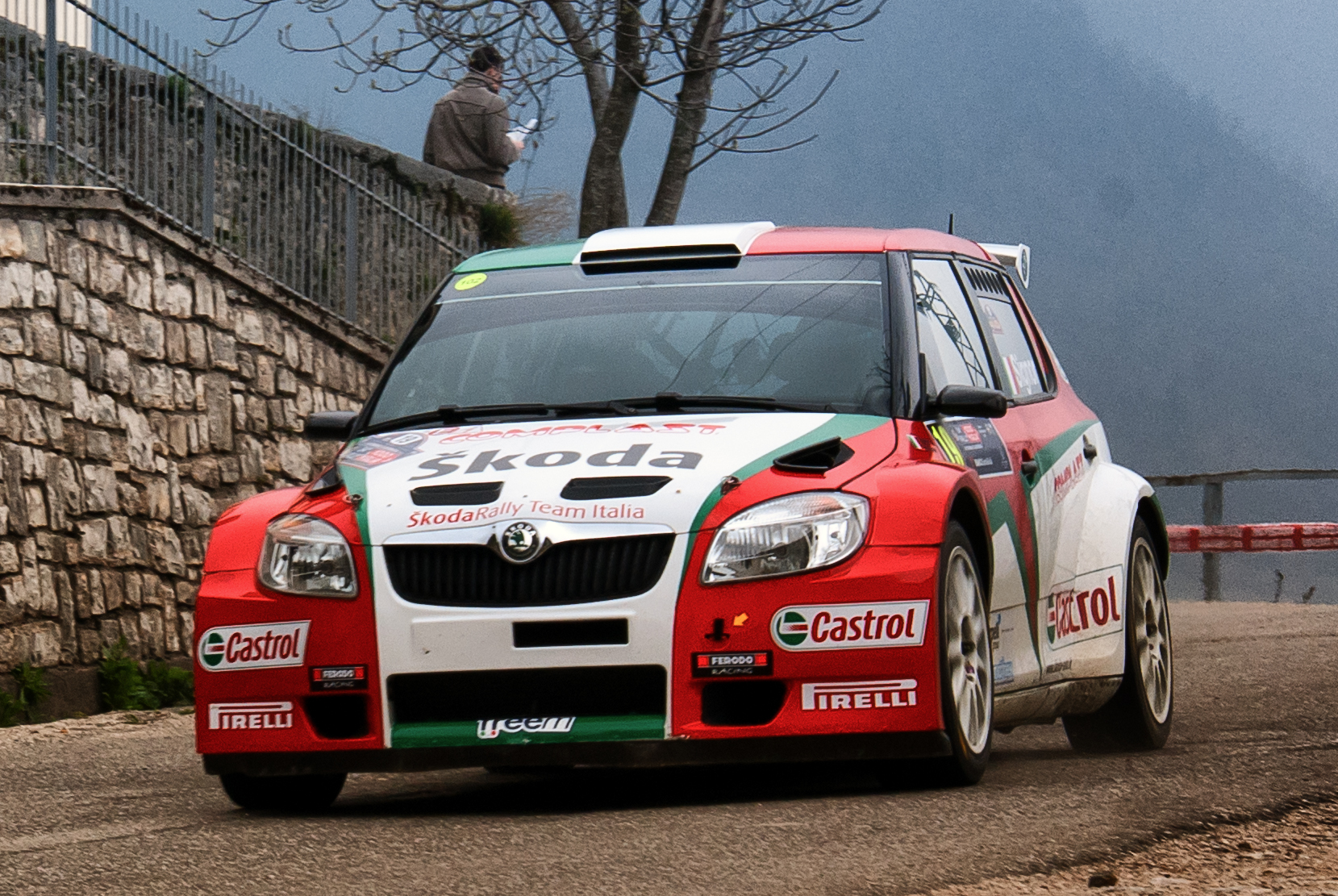
Marco Signor 2010-ben
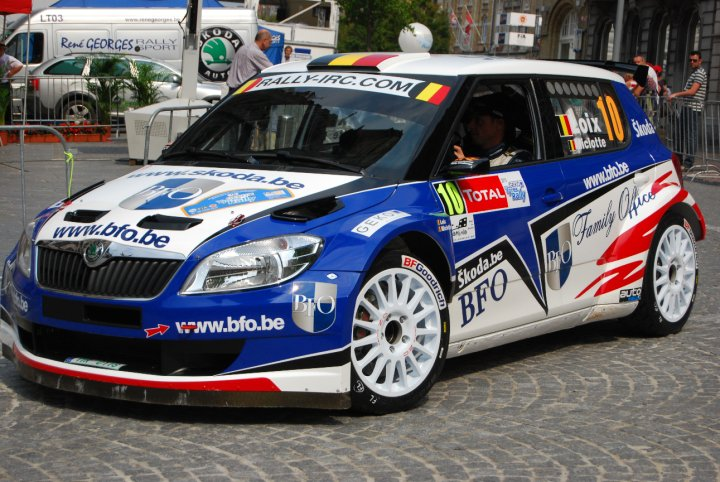
Freddy Loix 2010-ben az Ypres-ralin
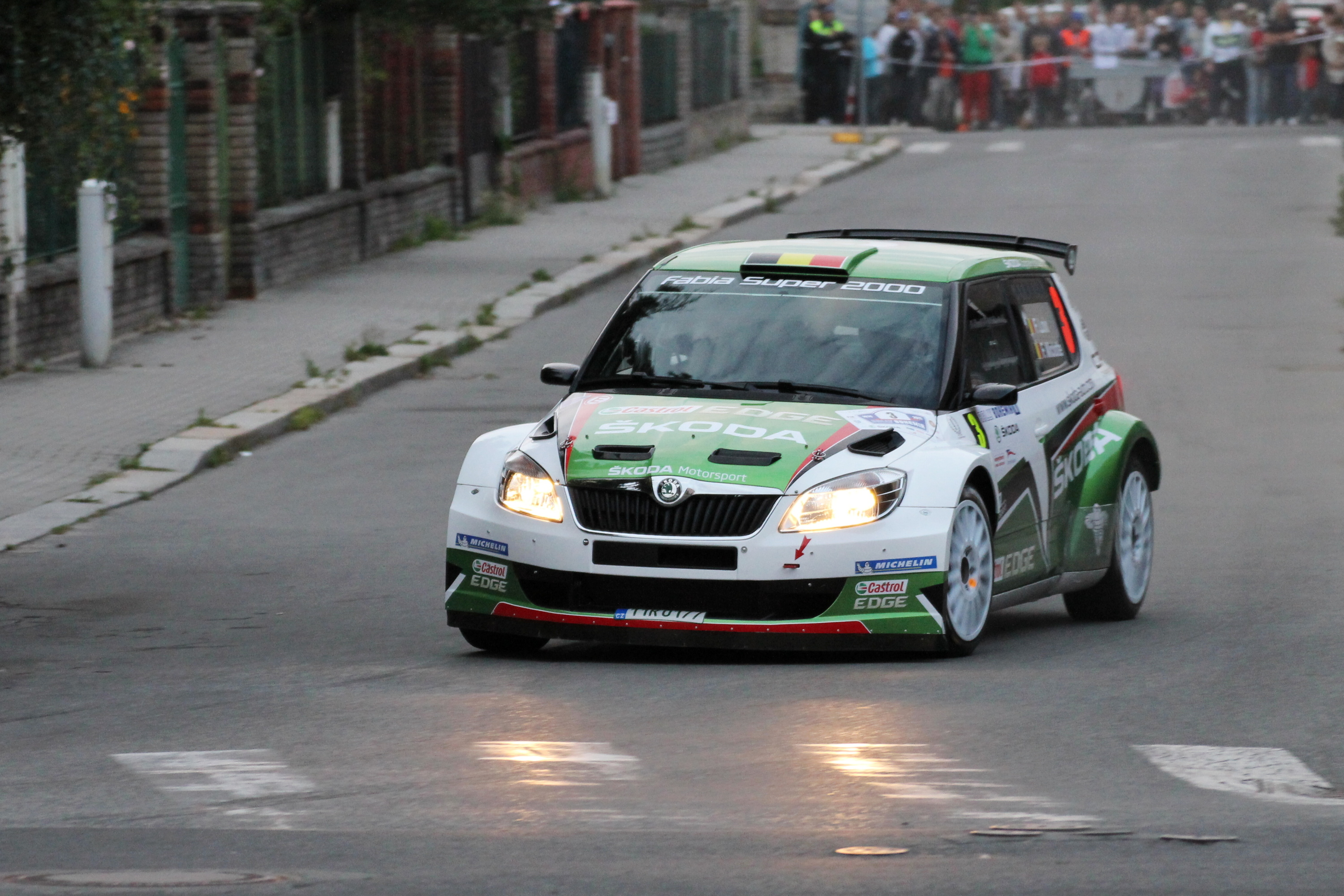
Loix 2011-ben
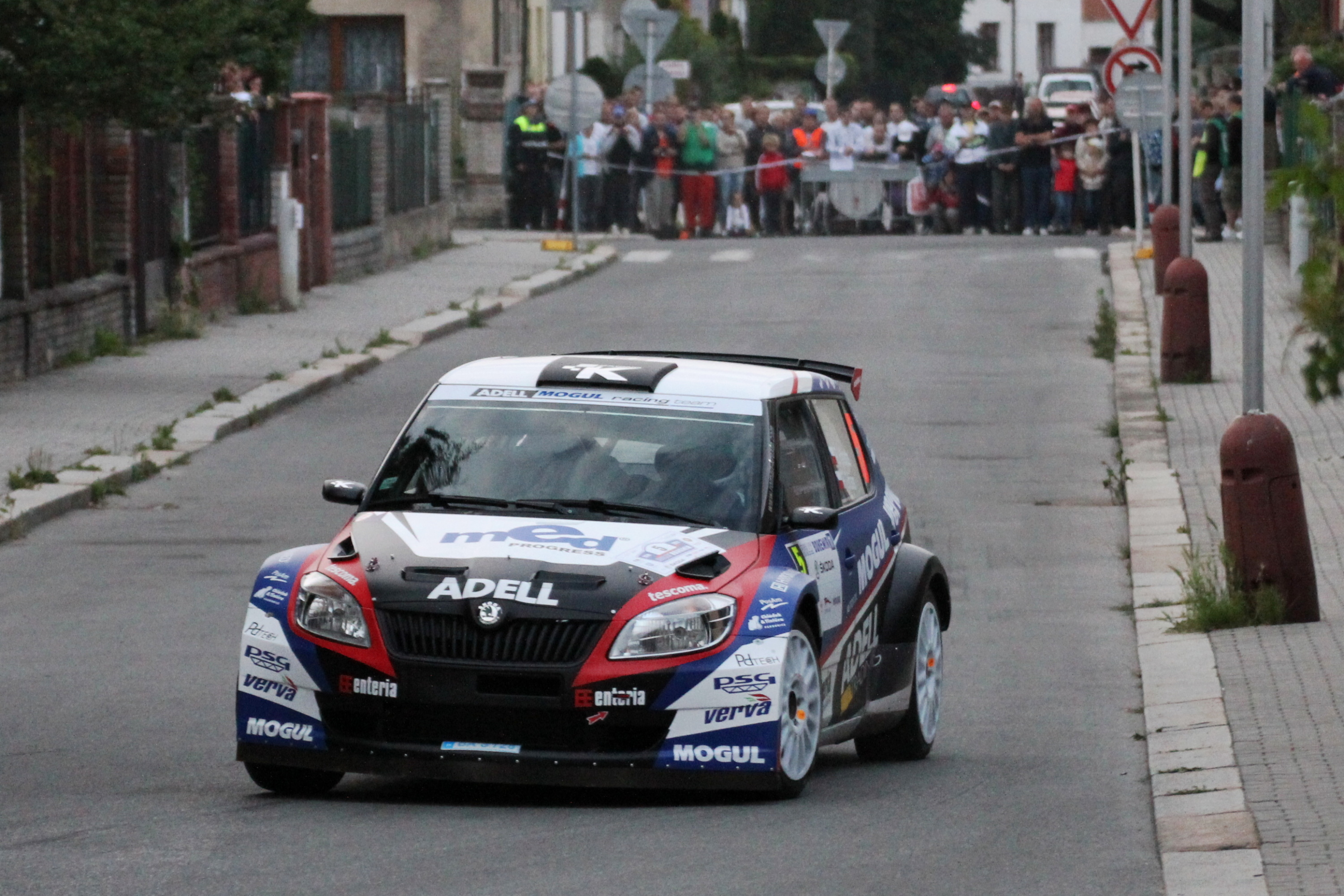
Roman Kresta 2011-ben
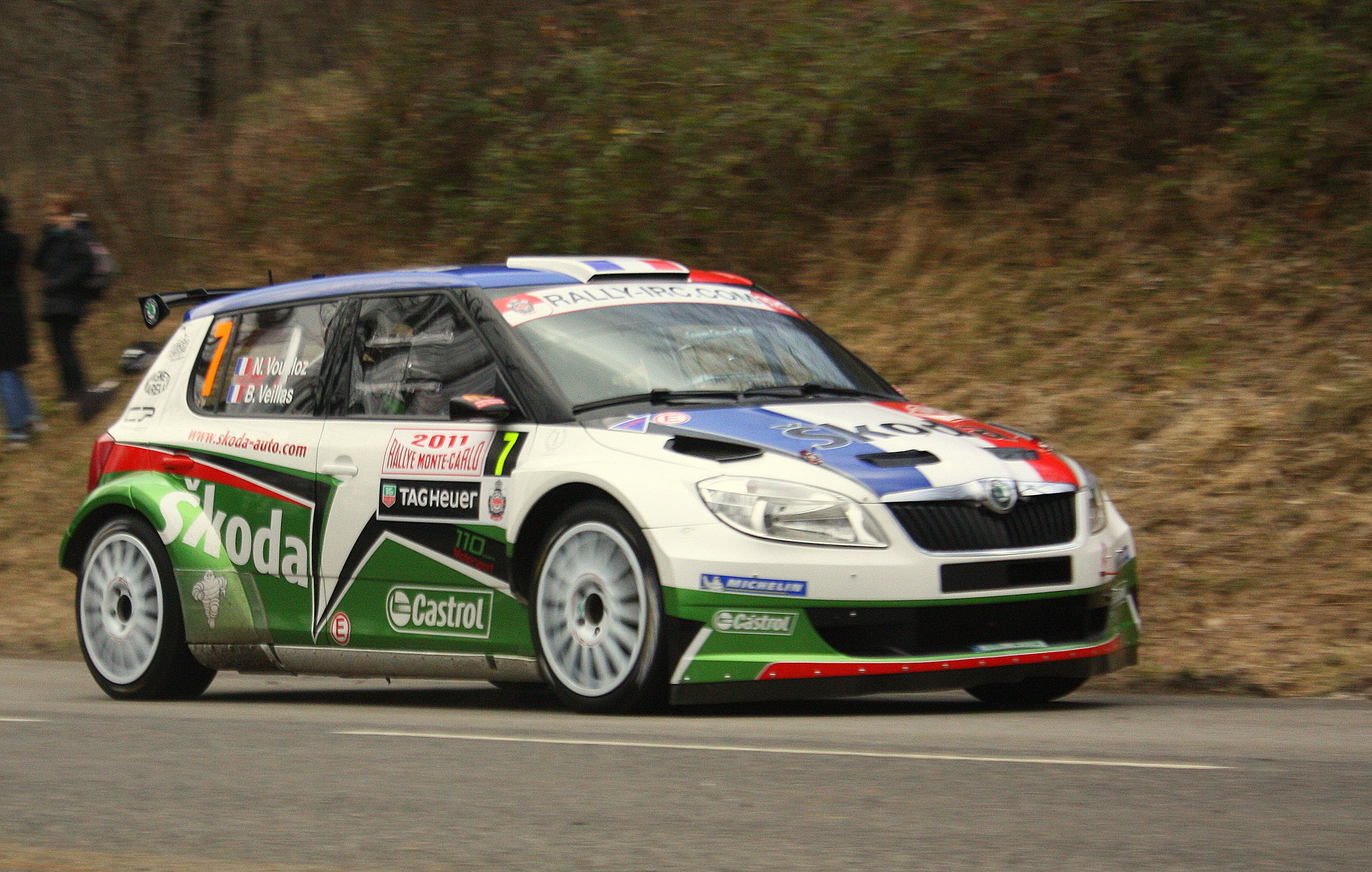
Vouilloz a 2011-es Monte Carlo-ralin